# Rymningen från Maze-fängelset
Rymningen från Maze-fängelset (känd för irländska republikaner som den Stora rymningen) skedde den 25 september 1983 i grevskapet Antrim, Nordirland. Det var den största rymningen i Storbritanniens historia - 38 medlemmar av IRA rymde från H-block 7 (H7) av fängelset HM Prison Maze, även känt som Long Kesh. En fängelsevakt dog av en hjärtattack under rymningen och ytterligare 20 skadades, varav två sköts med insmugglade vapen.

## Fängelset
Maze-fängelset var designat specifikt för att förhindra att irländska republikaner flydde. Det bestod av åtta byggnader, så kallade H-block - namnet fick byggnaderna eftersom de var formade som H:n - och upp till 160 fångar kunde bo i varje block. Varje enskilt H-block omgavs av drygt 9 meter höga staket med taggtråd på toppen samt en 6 meter hög betongvägg. Förflyttningar mellan blocken övervakades och kontrollerades med hjälp av vakter, tyska schäfrar, lösenord som byttes dagligen, identitetsbrickor, luftslussar och övervakningskameror. Fängelseområdet omgavs av ytterligare ett staket med taggtråd och en betongvägg. Fängelset övervakades av brittiska soldater i vakttorn, beväpnade med gevär och automatvapen. De 4 "armarna" av varje H, där fångarna bodde, skildes åt med elektroniska luftslussar. Varje enskild arm var som ett eget fängelse i ett fängelse (H-blocket) i ett fängelse (Maze-fängelset).

## Förberedelserna
Fångarna hade planerat rymningen under två års tid, sedan hungerstrejken 1981. IRA:s ledare i fängelset, som var irländska republikaner, startade bråk med fängelsets lojalister - de som stöttade att Nordirland tillhörde Storbritannien. Detta ledde till att H7-blocket blev helt republikanskt för att förhindra vidare bråk. När fängelset letade efter volontärer bland fångarna för hjälp med bland annat städning anmälde sig några av IRA:s viktigaste medlemmar. De fick då tillgång till hela blocket och kunde sakta men säkert vänja vakterna vid att de var i närheten av de luftslussar som skiljde H-blockens armar åt, och de kunde identifiera säkerhetssystemets svagheter. Sex pistoler smugglades in i fängelset i bitar gömda i kvinnliga besökares slidor samt fångarnas anus efter besök utanför H7.

## Rymningen
Fångarna tog kontroll över H7-blocket strax efter 14:30 den 25 september  1983. Man höll vakterna gisslan under pistolhot för att undvika att någon slog larm. En vakt knivhöggs, en annan slogs ner och en sköts i huvudet men överlevde. 12 fångar stal vakternas uniformer, bilnycklar och information om var bilarna stod.  Dessutom försågs gisslan med ögonbindlar gjorda av örngott. En eftertrupp lämnades kvar för att övervaka gisslan och förhindra att någon slog larm tills man antog att rymlingarna tagit sig ur fängelset, då de kvarvarande fångarna skulle återvända till sina celler.
En matleverans stannade utanför H7:s ingång klockan 15:25. De som fanns i lastbilen togs gisslan och fördes in i H-blocket, där föraren fick instruktioner om hur han skulle hjälpa fångarna fly. Klockan 15:50 lämnade fångarna H7 tillsammans med föraren, vars fot knöts fast på kopplingen. 37 fångar hoppade in bak och en låg på lastbilshyttens golv med en pistol riktad mot föraren. Strax innan klockan 16 körde lastbilen mot fängelsets huvudgrind, en sträcka på ungefär 800 meter. Grindstugans vakter togs gisslan av 10 fångar, nu klädda i vaktuniform och beväpnade med pistoler och mejslar. Fem minuter senare började vakterna göra motstånd och en av dem tryckte på larmknappen. När en ur personalen besvarade larmsignalen tvingades en vakt under pistolhot säga att alarmet blivit utlöst av misstag. 
Situationen i grindstugan blev snabbt ohållbar då allt fler vakter som just skulle påbörja sina skift behövde tas gisslan, och det blev svårt att bibehålla kontroll. En vakt, som blivit knivhuggen i bröstet tre gånger, gjorde ett försök att fly för att slå larm, men kollapsade innan han kunde nå fram. Det blev istället en av gisslan som larmade då han lyckades komma ifrån fången som övervakade honom, men det gick inte längre att förhindra flykten - fångarna hade lyckats öppna fängelsets huvudgrind. Två fängelsevakter blockerade grinden med sina bilar, vilket ledde till att fångarna fick överge lastbilen för att försöka nå den yttre grinden drygt 20 meter bort. Fyra fångar attackerade en av vakterna och tog kontroll över dennes bil, men krockade med en annan bil vid grinden och fick fly till fots. Två av dessa tog sig genom grinden, en fångades in på väg ut ur bilen och ytterligare en fångades in efter att ha blivit jagad av en vakt. Vid huvudgrinden sköts en vakt i benet då denne jagade efter de två fångar som ännu inte nått det yttre staketet. Båda dessa fångades in senare. Resten av fångarna flydde över staketet, och då grinden säkrades klockan 16:18 hade 35 fångar lyckats fly. Det var den största rymningen i brittisk historia, och den största i Europa sedan andra världskriget.
IRA hade planerat en operation som skulle stödja flykten med 100 beväpnade medlemmar, men man hade räknat fel på tiden med fem minuter och fångarna hade alltså ingen transport från fängelset. Istället fick de fly över fälten eller kapa fordon. Den brittiska armén och Royal Ulster Constabulary verkställde genast en plan för oförutsedda händelser och vid 16:25 fanns kontrollstationer för fordon utplacerade runt fängelset. Senare placerades stationer ut på strategiska punkter i Nordirland, vilket resulterade i att en fånge fångades in klockan 23. 20 fångvakter skadades under flykten: 13 blev slagna eller sparkade, 4 knivhöggs, och 2 sköts. En fängelsevakt som blivit knivhuggen, James Ferris, dog efter en hjärtattack under flykten.